# Leo Beenhakker
Leo Beenhakker est un entraîneur de football néerlandais né le 2 août 1942 à Rotterdam aux Pays-Bas et mort dans la même ville le 10 avril 2025.

## Biographie
Beenhakker entraîne le BV Veendam 1968-1972, le SC Cambuur (1972-1975), les Go Ahead Eagles (1975-1976), le Feyenoord Rotterdam (1976-1978), l'Ajax Amsterdam (1979-1981 et 1989-1991), le Real Saragosse (1981-1984), le FC Volendam (1984-1985), le Real Madrid (1986-1989 puis en 1992), le Grasshopper-Club Zurich (1992-1993) et le Feyenoord Rotterdam (1997-2000).
Il est sélectionneur des Pays-Bas entre 1985 et 1986 puis en 1990. Il est également entraîneur de l'Équipe de Trinité-et-Tobago de football qu'il qualifie pour la Coupe du monde 2006 en Allemagne. 
Le 5 mai 2007, il est nommé entraîneur intérimaire du Feyenoord Rotterdam pour la fin du championnat et remplacer Erwin Koeman, qui a démissionné quelques jours auparavant. 
Il devient sélectionneur de l'équipe nationale de Pologne après la Coupe du monde 2006, en remplacement de Pawel Janas. Il fait sortir l'équipe d'une grave crise, avec notamment une victoire retentissante contre l'équipe du Portugal et en la qualifiant, pour la première fois de son histoire, à un tournoi européen, à savoir l'Euro 2008. Durant le tournoi l'équipe dirigée par Beenhakker offre une prestation décevante en perdant contre l'Allemagne, la Croatie, et en concédant le nul contre l'Autriche, après un penalty contesté accordé à la co-organisatrice de l'épreuve par l'arbitre anglais Howard Webb.
Dans le cadre des éliminatoires de la Coupe du monde 2010, la Pologne concède d'entrée un match nul contre la Slovénie. Si l'équipe gagne largement contre Saint-Marin (10-0), ces éliminatoires 2010 sont décevantes pour une sélection polonaise qui ne prend qu'un seul point contre l'Irlande du Nord, dans un groupe remporté à la surprise générale par la Slovaquie. Le 10 septembre 2009, la fédération polonaise met un terme au contrat qui la lie au technicien néerlandais après une défaite (3-0) en Slovénie.
Leo Beenhakker meurt à l'âge de 82 ans le 10 avril 2025.

## Palmarès d'entraîneur

### Ajax Amsterdam
- Championnat des Pays-Bas : 1980 et 1990

### Real Madrid
- Championnat d'Espagne : 1987, 1988 et 1989
- Coupe d'Espagne : 1989
- Supercoupe d'Espagne : 1988

### Feyenoord Rotterdam
- Championnat des Pays-Bas : 1999
- Supercoupe des Pays-Bas : 1999

## Distinctions personnelles
- Prix Don Balón du meilleur entraîneur du Championnat d'Espagne en 1988